# Удон Тани
Удон Тани е една от 76-те провинции на Тайланд. Населението на провинцията е 1 467 158 жители (2000 г. – 8-а по население), а площта 11 730,3 кв. км (11-а по площ). Намира се в часова зона UTC+7. Разделена е на 20 района, които са разделени на 155 общини и 1682 села. Средната годишна температура е около 27 градуса по Целзий. Валежите са средно на година по 1437 мм. Международно летище Удон Тани се ползва за транспортните нужди на града.